# Bacourt
Bacourt település Franciaországban, Moselle megyében. Lakosainak száma 113 fő (2022. január 1.). Bacourt Morville-sur-Nied, Prévocourt, Thimonville és Tincry községekkel határos.

## Népesség
A település népességének változása:
| Lakosok száma | 127  | 103  | 96   | 114  | 114  | 111  | 109  | 109  | 110  | 113  |
|               | 1968 | 1982 | 1990 | 2006 | 2013 | 2015 | 2017 | 2019 | 2020 | 2022 |